# Balsame

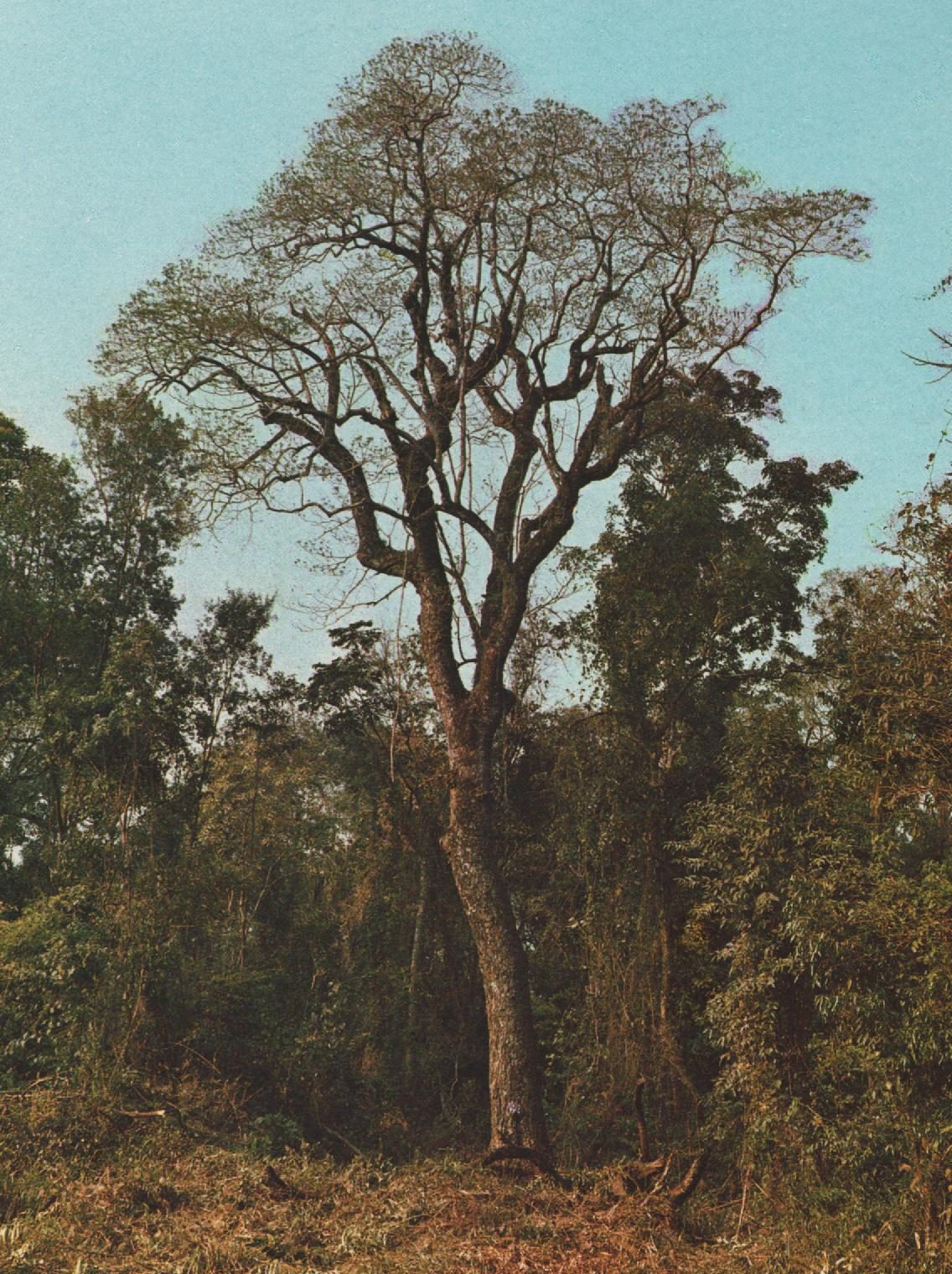
Balsambaum (Myroxylon peruiferum)

Balsame oder Balsamharze sind pflanzliche Sekrete aus den Interzellulärgängen der Balsambaumgewächse und anderer Balsampflanzen, etwa aus der Gattung der Balsambäume oder der Amberbäume. Balsame sind mehr oder weniger fettlösliche Gemische aus Harzen und ätherischen Ölen. Ihre Konsistenz ist halb- bis dickflüssig und sirupartig. Sie werden, soweit sie nicht von selbst ausfließen, durch Einschnitte oder Auskochen der betreffenden Pflanzenteile gewonnen. Während der Lagerung können die ätherischen Öle verdunsten, so dass die Balsame in ihrer Konsistenz oft beinahe glasartig werden.
Balsame zeichnen sich durch einen charakteristischen Geruch aus, der durch die Kombination von Benzoesäure- und Zimtsäureestern mit etwas Vanillin entsteht. Typische Balsame sind Perubalsam, Tolubalsam, Kanadabalsam, Copaivabalsam, Gurjunbalsam, Benzoe, Elemi und Myrrhe, Weihrauch sowie Styrax, ferner Cabureibabalsam, Cativobalsam.

## Wortherkunft
Das deutsche Wort Balsam stammt wahrscheinlich von lateinisch balsamum („Balsambaum, Harz des Balsambaumes, Balsamharz von Commiphora-Arten wie Commiphora abyssinica“), welches wiederum auf griechisch βάλσαμον balsamon zurückgeht. Der frühest greifbare Stamm des Wortes findet sich im Althebräischen: בשם bōśæm bezeichnet nicht nur den Balsambaum (Commiphora gileadensis, synonym auch Amyris opobalsamum und Balsamum Gileadense, Familie: Burseraceae) und sein Harz (etwa als Balsamum Judaicum), sondern bedeutet auch allgemein „Gewürz“ und (wie auch im Neuhebräischen) „Wohlgeruch, Parfum“.
Die Redewendung „Balsam für die Seele“ ist ein bekanntes sprachliches Bild für etwas, das Entspannung bringt. Damit hängt der heute häufig für Kosmetik- und Hautpflegeprodukte verwendete Begriff „Balsam“ zusammen. (Beispiel: „After-Shave-Balsame“, enthalten wenig oder keinen Alkohol.)

## Verwendung
Die kulturelle Nutzung von Balsam ist seit dem Altertum belegt. So wurde er u. a. zur Einbalsamierung von Toten, für medizinische Zwecke sowie zur Herstellung von Salben zur Parfümierung verwendet. Im jüdischen Kult war er außerdem ein Bestandteil des sakralen Räucherwerks. Seit dem Spätmittelalter stellte Balsam, der im Vergleich zu Ölen besser an Wunden hafte und leichter abzuwaschen sei sowie (gemäß Dioskurides) sich beim Lösen in Wasser dieses weiß färbe, auch die Grundlage für pharmazeutische, zum Teil durch Destillation hergestellte „Wunderdrogen“ wie den Magdalenenbalsam (bzw. die Knochenmarkfette unterschiedlicher Tiere und Schneckenschleim enthaltende Maria-Magdalenen-Salbe) oder den Jerusalemer Balsam dar. Ein Haupthandelsplatz für Balsamum war Mekka, weshalb der echte Balsam (auch Balsamus verus genannt) auch als Balsamum de Mecca bezeichnet wurde.